# Blasticidine S
La blasticidine S est un antibiotique produit par Streptomyces griseochromogenes . En recherche biologique, en particulier en génie génétique, il est utilisé pour sélectionner des cellules ayant incorporé une modification génétique d'intérêt. En bref, l'ADN d'intérêt est fusionné à l'ADN codant la résistance à la blasticidine, puis introduit dans les cellules. Après avoir laissé le temps aux cellules de transcrire et traduire leur nouvel ADN, de la blasticidine est ajoutée. De la sorte, seules les cellules possédant le nouvel ADN peuvent se développer.

## Histoire
Dans les années 1950, un programme de criblage de médicaments a été développé au Japon afin de découvrir un nouvel antibiotique actif contre le champignon Magnaporthe grisea, responsable de la Pyriculariose, une maladie fongique du riz. 

## Gènes de résistance
Trois gènes de résistance ont été clonés: 
- bls (une acétyltransférase ), isolée de Streptoverticillium sp., qui produit elle-même de la blasticidine, ce qui constitue un exemple naturel de guerre biologique.
- bsr (une blasticidine-S désaminase ), isolée de Bacillus cereus (d'autres gènes de bsr sont également connus, voir les listes dans Genbank).
- BSD (une autre désaminase ), isolée d’ Aspergillus terreus.

bsr et BSD sont les gènes de résistance les plus couramment utilisés en génie génétique. 

## Mécanisme d'action
La blasticidine empêche la croissance des cellules eucaryotes et procaryotes. Il agit en inhibant l’étape de terminaison de la traduction et la formation de liaisons peptidiques (dans une moindre mesure) par le ribosome. Cela signifie que les cellules ne peuvent plus produire de nouvelles protéines par la traduction de l'ARNm . 